# سد کورپسای
سد کورپسای (به لاتین: Kurpsai Dam) یک سد در قرقیزستان است.